# گرم‌چشمه، چترال

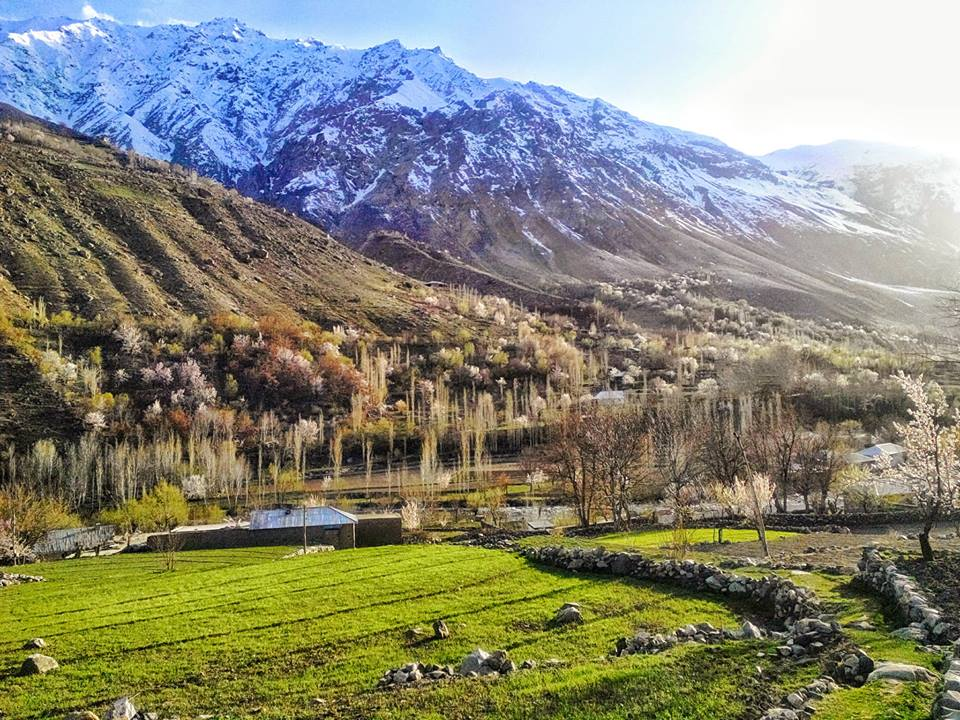
بهار در گرم چشمه

گَرم‌چشمه یکی از دره‌های متعدد در ناحیه چترال در منتهی‌الیه شمال غرب پاکستان است. این محل یکی از مرتفع‌ترین سکونتگاه‌های انسانی در رشته‌کوه هندوکش با ارتفاع تقریباً ۲۵۵۰ متر (۸۳۸۹ فوت) است. این دره با چشمه آب‌گرم خود یکی از مکان‌های جذب گردشگران است و به خاطر وجود ماهی قزل آلا نیز معروف است. رودخانه لوت‌کوه (رود گرم‌چشمه) که از قلل مرتفع هندوکش سرازیر می‌شود، برای زندگی نوع قهوه‌ای‌رنگ ماهی قزل آلا مناسب است. از دیگر ویژگی‌های این منطقه می‌توان به قله‌های پوشیده از برف و آب‌وهوای مطبوع، چشمه‌های طبیعی اشاره کرد و اخیراً به‌عنوان یک مکان بالقوه برای تولید انرژی برق‌آبی در کانون توجه قرار گرفته است. علاوه بر گردشگران، افرادی که از بیماری‌های پوستی رنج می‌برند نیز برای درمان (از نظر علمی ثابت نشده) از چشمه آب گرم دیدن می‌کنند. گرم‌چشمه در شمال غرب چترال در فاصله حدود چهل و هشت کیلومتری جاده واقع شده است. این محل با افغانستان که در منتهی‌الیه شمال غربی پاکستان قرار دارد مرزهای بین‌المللی دارد. گردنه دوراه (۱۴۹۴۰ فوت [۴۵۵۴ متر) این بخش از پاکستان را به استان بدخشان افغانستان متصل می‌کند.

## چشمه آب گرم
آب گرم‌چشمه از ذخایر گوگرد زیرزمینی سرچشمه می‌گیرد و دمای آن از نقطه جوش بالاتر می‌رود. به همین دلیل این چشمه به چشمه گوگرد نیز معروف است. این چشمه از لوکوگرانیت‌های رشته‌کوه هندوکش که قدمت آن‌ها بین ۲۰ تا ۱۸ میلیون سال است، پدیدار می‌شود. دمای مخزن ممکن است تا ۲۶۰ درجه سلسیوس (۵۰۰ درجه فارنهایت) باشد. مشخص نیست که آیا گردش آب‌های زیرزمینی عمیق در این منطقه توسط توپوگرافی یا تنش جانبی زمین‌ساختی هدایت می‌شود.

## جمعیت‌شناسی
جمعیت گرم چشمه تقریباً ۵۰ هزار نفر است. از آنجایی که آخرین سرشماری در پاکستان در سال ۱۹۹۸ انجام شد، هیچ منبع دقیقی از اطلاعات در این زمینه وجود ندارد. نسبت مرد به زن تقریباً ۵۰–۵۰ است. تقریباً ۶۰ درصد این جمعیت را جوانان تشکیل می‌دهند. مذهب اکثریت در گرم چشمه اسلام شیعه اسماعیلی است و پیروی از آقاخان رواج دارد.

## زبان‌ها
زبان کهواری زبان اصلی بیشتر باشندگان گرم‌چشمه است. دومین زبان پرگفتار یدغه است که توسط چند هزار نفر در دره پرابگ صحبت می‌شود یِدغه از زبان‌های ایرانی شرقی است. تعداد بسیار کمی از مردم، در دره گوبور به گویش شیخان‌ور صحبت می‌کنند که در ولایت نورستان افغانستان صحبت می‌شود.

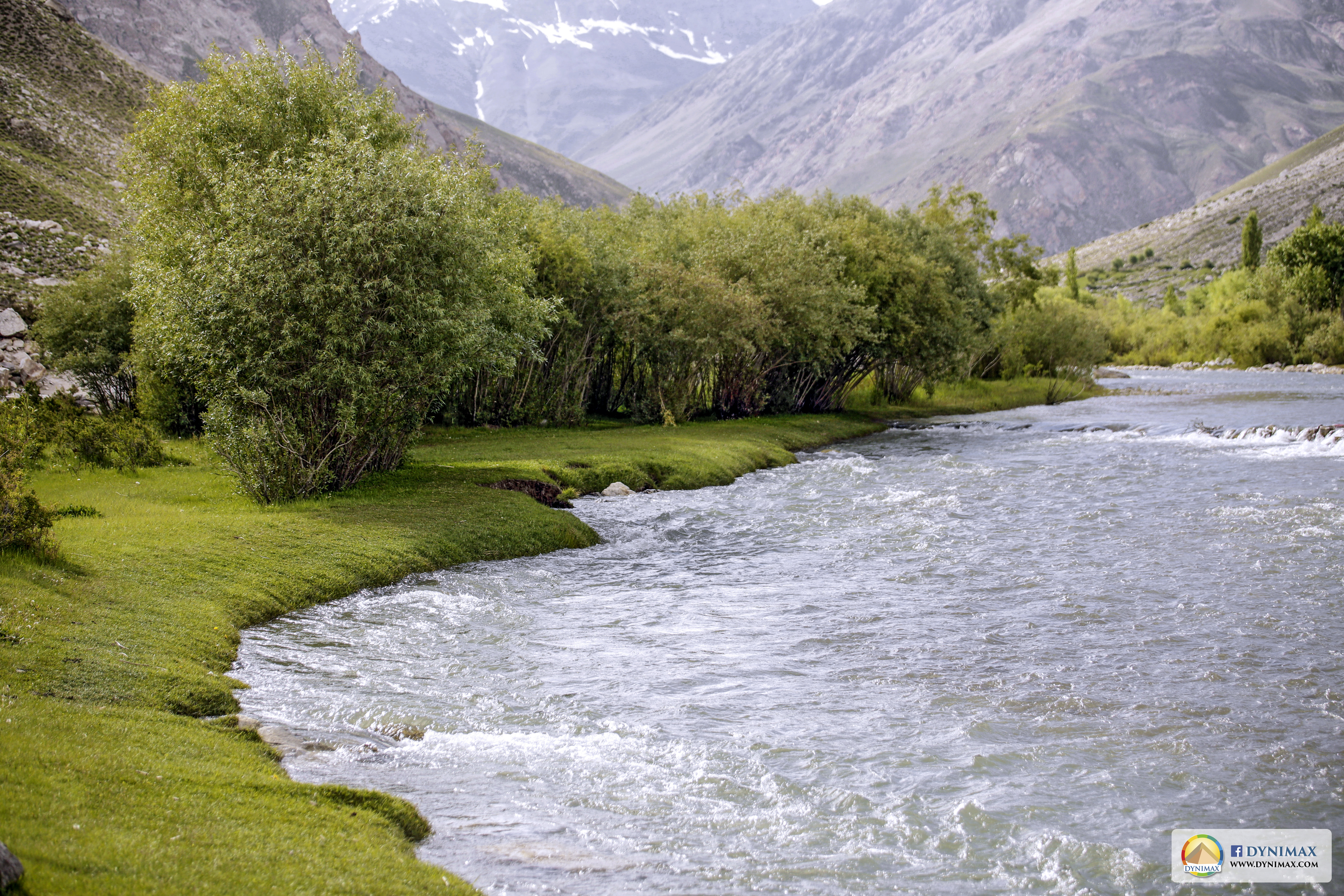
دره گوبور

علاوه بر این، بسیاری از مردم فارسی می‌فهمند و برخی حتی می‌توانند به فارسی صحبت کنند. این امر ناشی از تأثیر ناصر خسرو شاعر و فیلسوف قرن یازدهم بر منطقه است. در آن زمان یکی از شاگردان او به این منطقه آمده و برای همیشه در اینجا ساکن شد. او اندیشه اسماعیلیه را تبلیغ کرد و از این رو اسماعیلیه در این نقطه از جهان رواج گرفت. در دوره معاصر کشور همسایه، افغانستان، درگیر جنگ با اتحاد جماهیر شوروی شد و در نتیجه سیل عظیمی از پناهجویان به این منطقه گریختند. از آنجایی که گرم چشمه از بدخشان به راحتی قابل دسترسی بود، بسیاری از تاجیک‌های از افغانستان ترجیح دادند در آنجا بمانند و برخی از پناهندگان هنوز در اینجا زندگی می‌کنند. این تعامل با فارسی‌زبانان، خاطرات مرتبط با زبان فارسی در گرم‌چشمه را تازه کرد.

## نهادهای آموزشی
- مدارس آقاخان (شبکه‌ای از مدارس از دبیرستان ECD، که در سراسر منطقه پخش شده‌است)
- دبیرستان عالی دولتی گرم‌چشمه
- دبیرستان عالی دولتی زنان، ایژ، گرم‌چشمه
- کالج مبتنی بر جامعه برای زنان اویرک
- دبیرستان دولتی اویرک، گرم چشمه
- مدرسه ابتدایی و راهنمایی دولتی (شبکه‌ای از مدارس که در سراسر منطقه گسترده شده‌است)
- مکتب و کالج دولتی پامیر، گرم چشمه[۱۱]
- مدرسه مبتنی بر جامعه النصیر، گرم‌چشمه
- دانشکده اتاق بازرگانی گرم چشمه
- مدرسه دولتی ایده‌آل اینجیگان، گرم‌چشمه. (سردار گلاب)
- دبیرستان دولتی دخترانه مردان
- مدرسه اجتماعی شاگرم (موردان)
- پرابگ، دبیرستان دولتی پسرانه